# دنیس تماس می‌گیرد
دنیس تماس می‌گیرد یا دنیس زنگ می‌زند (به انگلیسی: Denise Calls Up) فیلمی محصول سال ۱۹۹۵ و به کارگردانی هال سالون است. در این فیلم بازیگرانی همچون تیم دالی، کارولین فینی، دن گونتر، دینا ویلر-نیکلسن، لیو شرایبر، آیدا تورتورو، آلانا اوباک، ژان-کلود لامار، مارک بلوم و سیلویا مایلز ایفای نقش کرده‌اند.